# Peyruis
Peyruis (okcitansko/provansalsko Peiruís/Peirui) je naselje in občina v jugovzhodnem francoskem departmaju Alpes-de-Haute-Provence regije Provansa-Alpe-Azurna obala. Leta 2006 je naselje imelo 2.438 prebivalcev.

## Geografija
Kraj leži v pokrajini Visoki Provansi na desnem bregu reke Durance, 30 km zahodno od središča departmaja Digne-les-Bainsa.

## Administracija
Peyruis je sedež istoimenskega kantona, v katerega so poleg njegove vključene še občine La Brillanne, Ganagobie in Lurs s 3.420 prebivalci.
Kanton je sestavni del okrožja Forcalquier.

## Zgodovina
Ime naselja se prvikrat omenja v besedilih iz leta 1068 kot Petroxium.